# Pseudotetramesa
Pseudotetramesa is een geslacht van vliesvleugeligen uit de familie Eurytomidae. De wetenschappelijke naam van dit geslacht is voor het eerst geldig gepubliceerd in 1970 door Kalina.

## Soorten
Het geslacht Pseudotetramesa is monotypisch en omvat slechts de volgende soort:
- Pseudotetramesa doksensis Kalina, 1970